# Isidore Opsomer
Isidore Edmond Henri baron Opsomer, ook wel geschreven als Isidoor Opsomer (Lier, 19 februari 1878 – Antwerpen, 31 mei 1967) was een Vlaams kunstschilder. Hij was een realistisch en postimpressionistisch schilder van portretten, stadsgezichten, landschappen, en stillevens. Hij was tevens actief als etser en lithograaf.
Opsomer studeerde aan de academies van Lier en Antwerpen en daarna aan het NHISKA (Nationaal Hoger Instituut voor Schone Kunsten, Antwerpen). In Antwerpen kreeg hij les van de schilders Albrecht De Vriendt (1843-1900) en Juliaan De Vriendt (1842-1935). In 1940 verkreeg hij de titel van baron en gebruikt hij de wapenspreuk "Maar zomeren zal 't".

## Levensloop

### Opleiding en vorming
Zijn vader, afkomstig uit het Land van Waas, stierf in 1881. Zijn moeder zorgde samen met de grootmoeder verder voor de opvoeding van de vier kinderen. Aldus bracht hij een groot deel van zijn jeugd door in het huis van zijn grootmoeder aan de Lierse Grote Markt. In 1958 werd aan de gevel een gedenkplaat onthuld. Op de Middelbare School viel hij op door zijn tekentalent. Hij ging les volgen aan de Lierse Academie. Aangemoedigd door zijn omgeving ging hij naar de Koninklijke Academie voor Schone Kunsten van Antwerpen en studeerde af in minder dan drie jaar. Op achttienjarige leeftijd ontving hij de Prijs Nicaise de Keyser. Samen met zijn broer Jaak, de latere toondichter die primus was te Gent, werd hij feestelijk onthaald in Lier.

### Werk tot de Eerste Wereldoorlog
Het werk, Christus predikt te Lier, dat hij als opdracht kreeg voor de Prijs van Rome in 1901 zou een eerste openbaring worden. In dit werk figureren tientallen personages tegen een decor van oude verweerde gevels van de intussen verdwenen Kerkepoort in het hartje van Lier.
In 1902 ontving hij de prijs Stad Antwerpen en in 1903 ontving hij de Godecharleprijs voor een meesterlijk drieluik Adam en Eva verjaagd uit het paradijs (Het Verloren Paradijs). Als winnaar van de wedstrijd vertrok hij in 1904 naar Rome en nam zijn intrek in de villa Medici. Hij kwam in contact met Raoul Laparra, Louis-Henri Bouchard, Paul Landowski, Eugène-Désiré Piron, Maurice Ravel en Florent Schmitt.
Terug in België (1906) werd hij leraar aan de Koninklijke Academie van Antwerpen. Zijn leerlingen waren o.a. Alphonse Mora, Albert Van Dyck, Louis Jacques Camerlinckx, Franck Mortelmans,  Theo Van de Velde, Remy de Pillecyn, Luc De Decker en Albert De Deken. In 1905 bezocht hij Frankrijk, Duitsland en Oostenrijk.
De nauwe steegjes en huisjes van Lier vormden tot de Eerste Wereldoorlog zijn voornaamste bron van inspiratie. In een van zijn werken schreef Felix Timmermans dat het de grote verdienste van Opsomer is geweest de ontdekker, de veropenbaarder te zijn van het Lierse Begijnhof. Ieder hoekje van dit stemmig begijnhof heeft hij op doek gebracht. Werken als De filosoof, De processie en De Lierse Klappeien getuigen van deze periode. In 1914 voltooide hij De Vismijn te Lier.

### Eerste Wereldoorlog
Bij het uitbreken van de Eerste Wereldoorlog week hij uit, net als vele andere kunstenaars. Hij vertrok naar Beaconsfield. Kort nadien vervoegde hij Emile Claus en Albert Baertsoen voor een achttal maanden in Londen. In mei 1915, op voorstel van minister Prosper Poullet, vertrok hij naar Nederland om namens de Belgische regering tentoonstellingen in te richten. Hij vestigde zich op het Plein in Den Haag. De schokkende omstandigheden waarin deze verhuizing plaatsvond betekenden een keerpunt in zijn loopbaan. Hij kwam in contact met verschillende Nederlandse schilders, onder wie George Hendrik Breitner. Hij was onder de indruk over de weergave van het licht in Breitners schilderijen. Dit is dan ook van invloed op zijn later werk. Enkele werken uit deze periode zijn: Het plein in 's-Gravenhage, Een Amsterdamse brug, De brug van Rijnsburg, De kerk van Katwijk, De Hollandse boer, Katwijkse vrouwen en Delfts hoekje onder sneeuw. In 1916 nam hij met elf werken deel aan de tentoonstelling Belgische Kunst in het Stedelijk Museum Amsterdam.

### Na de wapenstilstand
Na de wapenstilstand keerde hij terug naar België. Zijn atelier in Lier was totaal verwoest en hij vestigde zich in Antwerpen. In 1915 werd hij leraar aan het Nationaal Hoger Instituut voor Schone Kunsten te Antwerpen. In 1919 werd hij ook leraar aan de Koninklijke Academie voor Schone Kunsten Hij reist meermaals naar Frankrijk, Spanje, Algerije, Tunesië, Sicilië en Italië en maakte kennis met verschillende vooruitstrevende kunstrichtingen.
Maar, zelfs Cézanne kon hem niet afbrengen van zijn eigen gekozen richting. "Schilderen moet een streling zijn voor het oog" was een ideaal dat hij steeds betrachtte. Van een schilderij is voor hem niet zozeer de inhoud van belang, wel de wijze van uitbeelden. Elke schepping moet beeldrijk blijven.
In 1922, op de driejaarlijkse tentoonstelling te Gent, stelde hij een portret van Felix Timmermans tentoon. Van dan af werd zijn nieuwe specialiteit het portret. Dit bevestigt hij in 1926 met zijn Camille Huysmans. Andere persoonlijkheden die hij vereeuwigde zijn: Frans Van Cauwelaert, Paul-Emile Janson, August Vermeylen, Emile Vandervelde, Victor Horta, Henry Van de Velde en Koning Albert I.
In 1926 werd hij directeur aan het Nationaal Hoger Instituut voor Schone Kunsten. Later was hij ook nog directeur van de Koninklijke Academie voor Schone Kunsten van Antwerpen van 1936 tot 1949.
Op 5 januari 1940 werd hij door Koning Leopold III van België in de adelstand verheven.
Bij leven woonde hij in een villa aan de Egelantierlaan (ook foutief Eglantierlaan gespeld) te Antwerpen.
Zijn laatste rustplaats vond hij op het Schoonselhof te Antwerpen.
Werken van Opsomer zijn te vinden in musea te Antwerpen, Brussel, Bergen, Elsene, Gent, Lier, Luik, Namen, Parijs, Straatsburg, Versailles, Amsterdam, Rotterdam, Florence, Rome, Venetië, Madrid, Caïro, Belgrado, Washington, Liverpool, Londen, Tel Aviv en Nieuw-Zeeland.

## Onderscheidingen en tentoonstellingen
- Hij behoort samen met drie andere bekende Lierenaars (Felix Timmermans, Louis Zimmer en Lodewijk Van Boeckel) tot het klavertje vier van Lier.[5]
- 1916, Amsterdam, Stedelijk Museum Amsterdam, tentoonstelling Belgische Kunst, elf werken
- In 1928 ontving hij de Grote Prijs der Plastische Kunsten van België.
- Het jaar erop won hij de gouden medaille op de wereldtentoonstelling in Barcelona.
- 1931, Brussel, Zaal Giroux, retrospectieve tentoonstelling, (februari)
- 1931, Amsterdam, Stedelijk Museum Amsterdam, Tentoonstelling van Belgische Beeldende Kunst van de Laatste Honderd Jaren, (5/9 - 4/10) (cat. 171-176)
- 1933, Brussel, Paleis voor Schone Kunsten, retrospectieve tentoonstelling
- Op 5 januari 1940 werd hij door Koning Leopold III in de adelstand verheven.
- In 1954 werd hij te Menton bekroond met de "Grand Prix du Président de la République Française"
- 1957, Antwerpen, Koninklijk Museum voor Schone Kunsten Antwerpen, Opsomer, (16/11 - 31/12), 95 schilderijen, 13 etsen
- 1967, Laren, Singer Museum, Isidoor Opsomer, 57 schilderijen, 15 aquarellen, 48 tekeningen en 10 grafische werken (15/7 - 17/9)
- In Lier werd de Baron Opsomerlaan, voorheen Vaartlaan, nabij het station, naar hem vernoemd.
- In Deurne (Antwerpen) is de Isidoor Opsomerstraat, die doodloopt op de Koning Boudewijnsnelweg, naar hem vernoemd.
- In Ronse is de Isidoor Opsomerstraat naar hem vernoemd.